# Leopold von Ranke
 (décembre 2019).
Si vous disposez d'ouvrages ou d'articles de référence ou si vous connaissez des sites web de qualité traitant du thème abordé ici, merci de compléter l'article en donnant les références utiles à sa vérifiabilité et en les liant à la section « Notes et références ».
Leopold Ranke, anobli von Ranke en 1865, né le 21 décembre 1795 à Wiehe et mort le 23 mai 1886 à Berlin, est un historien et universitaire prussien, historiographe et Geheimer Rat de l'État de Prusse.

## Famille

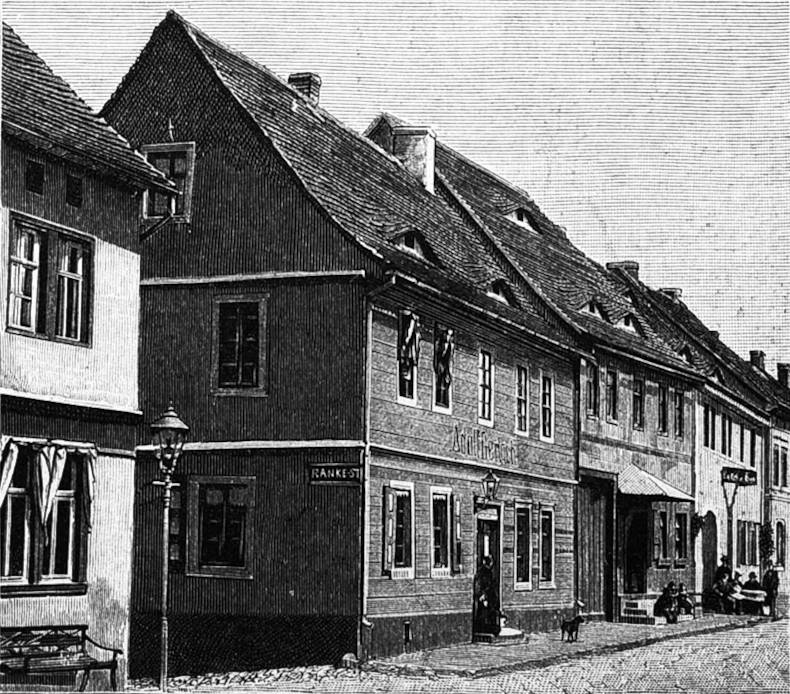
Maison natale à Wiehe.

Leopold von Ranke est le fils aîné de Gottlieb Israel Ranke (1762-1836), avocat et commissaire judiciaire des barons von Werthern à Wiehe, et de son épouse Friederike Ranke, née Lehmicke (1776-1836). Il est le frère du théologien Friedrich Heinrich Ranke (de) (1798-1876), du directeur du lycée à Berlin Ferdinand Ranke (1802-1876), du conseiller d'État à Berlin Friedrich Wilhelm Ranke (1804-1871), du théologien Ernst Ranke (de) (1814-1888), et de Rosalie (1808-1870) qui épouse le surintendant de Weißensee Heinrich Daniel Schmidt. Ses neveux sont le physiologiste et anthropologue Johannes Ranke (de), le médecin Heinrich von Ranke (de), qui est également anobli en 1891, et le pasteur Leopold Friedrich Ranke (de).
En 1843, Ranke épouse Helena Clarissa Graves (1808-1871), issue d'une vieille famille anglo-irlandaise : la fille du magistrat en chef de la police de Dublin, John Crosby Graves (1776-1835) et d'Helena Perceval (1785-1835). Le couple Ranke a trois fils Otto (1844-1928), le général de division Friedhelm (de) (1847-1917) et Albrecht (1849-1850) et une fille Maximiliane (1846-1922). Le poète et écrivain britannique Robert Graves est un petit-neveu de Leopold von Ranke.

## Biographie
Né en Saxe, Ranke est issu d'un milieu familial où la religion luthérienne joue un grand rôle. De fait, se destinant à l'état ecclésiastique, après des études secondaires à l'École régionale de Pforta, il poursuit, à Leipzig, des études de théologie et de philologie. Indifférent aux événements politiques de l'époque (dont les guerres d'indépendance contre les armées napoléoniennes), il renonce vite à son ministère, devient professeur de lycée, puis en 1825, obtient un poste à l’Université de Berlin.
L’inspiration religieuse imprime sa marque dans ses premiers travaux puisqu’à ses yeux il existe un lien fort entre Dieu et l’histoire de l'humanité, histoire qui ne peut donc être une suite chaotique d’événements sans liens entre eux. Cela dit, le but affiché de Ranke est d'atteindre la plus grande objectivité historique possible. C’est ce qu’il tente de démontrer dans sa première publication en 1824, Geschichte der romanischen und germanischen Völker 1494-1535. L'historien doit présenter « ce qui s'est réellement passé » (wie es eigentlich gewesen) sans juger ces faits et en s’interdisant d’en tirer des enseignements pour un futur hypothétique.
Relativement modéré, Ranke qui vit en Prusse, reconnaît volontiers qu’il accepte l'ordre social établi, par principe et sans états d’âme. Directeur d’une revue officielle, il tente, après 1830, de se tenir à distance à la fois des libéraux et des réactionnaires. Cependant, s’il soutient la politique de Frédéric-Guillaume IV appelé sur le trône de Prusse en 1840, il se désengage peu à peu de la politique et se consacre en priorité à ses travaux historiques.
Ranke a gagné la renommée internationale dès 1834 avec son livre Die römischen Päpste, ihre Kirche und ihr Staat. Cette célébrité s’accentue avec la publication de ses travaux sur l’histoire de l’Allemagne qui renouvellent totalement l’histoire ecclésiastique de son époque : Deutsche Geschichte im Zeitalter der Reformation. L’intérêt de Ranke dépasse les limites de son pays. Il travaille sur l’histoire de la France et de la Grande-Bretagne aux XVIe et XVIIe siècles (1859-1868), non pour en brosser des tableaux historiques complets, mais pour insister sur la vigueur des courants intellectuels qui s’y sont développés.

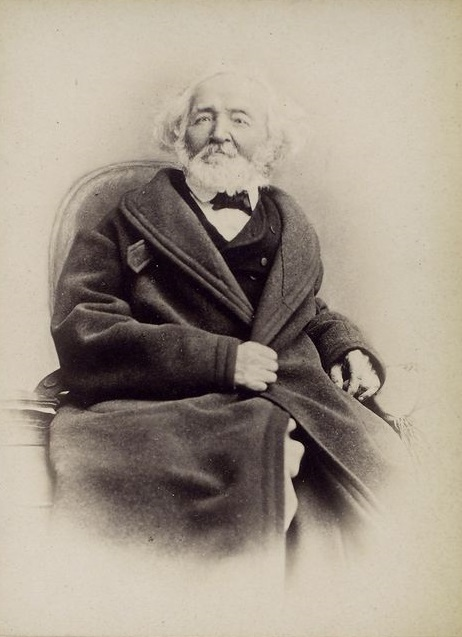
Leopold von Ranke en 1877.

Après 1871, le vieil historien s’écarte de plus en plus de la politique, même s’il se réjouit de l’unité allemande proclamée après la victoire sur la France. Cette solitude choisie lui permet de se consacrer à une Weltgeschichte (Histoire universelle) où les considérations nationales ou européennes ont peu de place. Il est l'un des correspondants de la reine Sophie des Pays-Bas.
Il meurt le 23 mai 1886 à Berlin, à l'âge de 90 ans. Sa tombe se trouve dans le cimetière de l'église Sainte-Sophie de Berlin (de).

## Postérité: méthodologie et critique des sources
Ranke reste encore aujourd'hui, en dépit de sa modestie affichée, un historien de premier ordre qui a influencé de manière fondamentale la science historique allemande et française. « L'histoire ne sera faite que des témoignages directs et des sources les plus authentiques. »
Fondateur de la méthode moderne de l'enseignement universitaire, il eut une influence très forte sur l'historiographie occidentale. L'un explique l'autre : ses étudiants à l'Université de Berlin, devenus eux-mêmes historiens et enseignants, diffusèrent les idées et les techniques de leur maître.
Ranke a ainsi développé le système du séminaire, organisation de l'enseignement supérieur inaugurée en Allemagne au cours du XVIIIe siècle, où un professeur enseigne une matière à partir de ses propres travaux en cours à un groupe limité d'étudiants. Ce modèle a fortement influencé en France celui de l'École pratique des hautes études, fondée sous le Second Empire par Victor Duruy.

## Œuvres
- Geschichte der romanischen und germanischen Völker von 1494 bis 1514 (1824) (Histoire des peuples romans et germains) ; t. II : Zur Kritik neuerer Geschichtschreiber (Contribution à l'étude critique de quelques historiens modernes)
- Fürsten und Völker von Süd-Europa im sechzehnten und siebzehnten Jahrhundert
- Histoire de la révolution serbe (Die serbische Revolution) (1828)
- Die römischen Päpste in den letzen vier Jahrhunderten, (1834-1836)
- Deutsche Geschichte im Zeitalter der Reformation (1845-1847)
- Neun Bücher preußischer Geschichte (1847-1848)
- Französische Geschichte, vornehmlich im sechzehnten und siebzehnten Jahrhundert (1852-1861)
- Englische Geschichte, vornehmlich im sechzehnten und siebzehnten Jahrhundert (1859-1869)
- Die deutschen Mächte und der Fürstenbund (1871-1872)
- Ursprung und Beginn der Revolutionskriege 1791 und 1792 (1875)
- Hardenberg und die Geschichte des preußischen Staates von 1793 bis 1813 (1877)

## Hommage
L'astéroïde (20012) Ranke porte son nom.